# Абадан (остров)
Абада́н (Джазирийе-Абадан, перс. جزیره آبادان‎) — длинный и узкий речной остров на крайнем юго-западе Ирана, на границе с Ираком, к югу от города Хорремшехр, к северу от Фао, к юго-востоку от Басры. Ограничен на западе рекой Шатт-эль-Араб, на востоке протокой Бахманшир в устье реки Карун при её впадении в реку Шатт-эль-Араб, на юге — Персидским заливом Индийского океана, на севере — рекой Карун. Длина острова 64 км, ширина от 3 до 20 км. Наивысшая точка — 3 метра над уровнем моря. В 15 км от северо-западной оконечности острова расположен город Абадан. Административно относится к шахрестану Абадан остана (провинции) Хузестан.
Остров связан с материком семью автомобильными мостами (два через Карун, пять — через Бахманшир).
Острова Абадан и Мину (к западу от Абадана), а также город Хорремшехр в 2004 году включены в свободную экономическую зону «Арванд».
Почвы — засоленные, непригодны для выращивания зерновых. Финики составляют основную культуру острова и долгое время составляли его главный источник дохода; вдоль берегов острова растут обширные рощи финиковых пальм. Область Абадана и Хоррамшехра является наиболее продуктивным районом Ирана по выращиванию фиников; количество деревьев оценивается более чем в 5,5 млн, что даёт около четверти всего урожая фиников в Иране. Лавсония (из сухих листьев которого получают хну — вторая культура Абадана. В небольшом количестве выращиваются овощи. Климат жаркий и влажный. Максимальная температура — 52 °С, минимальная — 0 °С; но в июле-августе 1949 года зарегистрирована температура 58 °С. Влажность достигает 99%, в зависимости от направления ветра.

## Название
В Средние века остров упоминается в арабской форме как Аббадан. Этимология неясная, иногда возводится к араб. عبد‎ — «поклоняющийся». Согласно преданию, переданному историком Балазури (ум. 892), город основан в VIII—IX вв. неким Аббадом во время правления наместника восточных областей Халифата аль-Хаджаджа (694—714) и был назван по его имени Аббадан, где -ан — иранский суффикс названий мест. В 1935 году при иранизации арабских названий переименован в Абадан.
Упоминается под названием др.-греч. Ἀπφάνα (Apphana) у Птолемея. За ним Маркиан Гераклейский упоминает как др.-греч. Ἀπφαδανα. 
В XIX — начале XX века остров был известен как Хызр (Эль-Хызр, Джезирет-уль-Хызр, Хыдр), так как на острове, в 7 км к востоку от города Абадан, у деревни Терехезер (Хазар) находится священная гробница, приписываемая исламским пророкам Хидру и Ильясу.

## История
Город Абадан впервые упоминается в 864 году в «Книге путей и стран» Ибн Хордадбеха. В Средние века являлся портом, торговым и ремесленным центром, крупным центром производства тканых соломенных циновок (араб. حصير‎), известных как аббадани и самани, и солеварения. В книге «Худуд аль-алам» анонимный автор в 982 году сообщает: «Все циновки аббадани и самани поступают из этого района, здесь же добывается и соль Басры и Васита». Согласно Макризи, писавшему в конце XIV века, эти циновки пользовались большим спросом даже в Египте. К XVI—XVII веку утратил своё значение.
По Эрзурумскому мирному договору 1847 года остров достался Персии. Основой экономики в XIX веке был сбор фиников, которые вывозились по реке Карун через города Шуштер и Дизфуль в Персию, а также по Шатт-эль-Арабу через Персидский залив в Индию. В 1912 году на острове построен нефтеперерабатывающий завод Англо-персидской нефтяной компании (АПНК; с 1935 года — Англо-иранская нефтяная компания, АИНК; ныне BP). В настоящее время завод является крупнейшим в Иране. После этого начался бурный рост Абадана. Города Хорремшехр и Абадан были в числе первых целей иракского вторжения.
Остров значительно увеличился в размерах из-за аллювиальных отложений, принесённых реками на протяжении веков.

## Хаффар
Река Карун впадает в реку Шатт-эль-Араб посредством короткого искусственного канала Хаффар к югу от современного Хорремшехра, название которого указывает на происхождение (араб. حفار‎ означает «землекоп», «роющий, прорывающий»), построенного, как сообщает Мукаддаси, во второй половине X века по приказу буидского эмира Азуд ад-Доуле. Однако Джордж Натаниэл Керзон 12 мая 1890 года на заседании Королевского географического общества сообщил: 
Когда он был сооружён — никто не знает; целью его сооружение было, вероятно, соединение Каруна, который тогда впадал в залив собственным устьем, с Шатт-эль-Арабом и облегчение, таким образом, торговых сношений между Арабистаном и турецкими пристанями Басра и Багдад.
Хаффар являлся прекрасной, удобной и защищённой гаванью для судов. Длина канала 4 км, ширина 220—260 м, глубина до 6—10 м. В него свободно входят морские суда и поднимаются вверх до Хорремшехра. Берега канала возвышенные и не затопляются даже при самых высоких подъемах воды в реке.